# Faceless
Faceless je třetí studiové album od americké heavy metalové kapely Godsmack, vydané 8. dubna 2003. Na této desce nahradil Shannon Larkin dřívějšího bubeníka Tommyho Stewarta.
Faceless debutovalo na prvním místě Billboard 200 s 269 000 prodanými kusy v první týdnu. Je to tedy první nahrávka od Godsmack, které se něco takového podařilo. CD je ve Spojených státech 1x platinové (1000 000+), ovšem prodalo už více než 1 500 000 kopií.
S tvorbou Faceless si kapela dala větší práci, než na předešlém Awake, tudíž se od sebe oba počiny hudebně liší. Jak prohlásil frontman Sully Erna: „Je to více melodické, ale stále pořádně drsné."
Z desky pochází čtyři singly: „I Stand Alone", „Straight Out Of Line", „Re-Align" a akustická „Serenity". „I Stand Alone" je píseň realizovaná již v roce 2002 a původně použita v soundtracku k filmu Král Škorpion. Song se stal velmi populární (jedna z nejznámějších písní od Godsmack) a je prohlášen za zlatý (500 000+). „I Stand Alone" navíc získalo dvě nominace Grammy. Další singl z alba nese název „Straight Out Of Line". Je to první píseň od skupiny, která prorazila do Billboard Hot 100 a jako bonus obdržela jednu nominaci Grammy.

## Seznam skladeb
1. „Straight Out Of Line" – 4:19 (videoklip)
2. „Faceless" – 3:36
3. „Changes" – 4:20
4. „Make Me Believe" – 4:08
5. „I Stand Alone" – 4:06 (videoklip)
6. „Re-Align" – 4:21
7. „I Fucking Hate You" – 4:07
8. „Releasing The Demons" – 4:13
9. „Dead And Broken" – 4:11
10. „I Am" – 4:00
11. „The Awakening" – 1:29
12. „Serenity" – 4:36 (videoklip)

### Limitovaná edice
1. „Keep Away" (živě) – 7:42
2. „Awake" (živě) – 5:45

## Hitparády
Album – Billboard (Severní Amerika)
| Rok  | Hitparáda           | Pozice |
| ---- | ------------------- | ------ |
| 2003 | Billboard 200       | 1      |
| 2003 | Top Internet Albums | 1      |
| 2003 | Top Canadian Albums | 9      |

Singly – Billboard (Severní Amerika)
| Rok  | Singl                  | Hitparáda              | Pozice |
| ---- | ---------------------- | ---------------------- | ------ |
| 2002 | „I Stand Alone"        | Mainstream Rock Tracks | 1      |
| 2002 | „I Stand Alone"        | Modern Rock Tracks     | 20     |
| 2003 | „Straight Out of Line" | Mainstream Rock Tracks | 1      |
| 2003 | „Straight Out of Line" | Modern Rock Tracks     | 9      |
| 2003 | „Straight Out of Line" | Billboard Hot 100      | 73     |
| 2003 | „Serenity"             | Mainstream Rock Tracks | 7      |
| 2004 | „Serenity"             | Modern Rock Tracks     | 10     |
| 2004 | „Re-Align"             | Mainstream Rock Tracks | 3      |
| 2004 | „Re-Align"             | Modern Rock Tracks     | 28     |

## Obsazení
Godsmack
- Sully Erna – zpěv, rytmická kytara, bicí, harmonika, produkce
- Tony Rombola – vedoucí kytara, vokály v pozadí
- Robbie Merrill – basa
- Shannon Larkin – bicí

Produkce
- David Bottrill – producent
- Bob Ludwig – mastering